# Episodi di Insecure (prima stagione)
La prima stagione della serie televisiva Insecure, composta da 8 episodi, ha debuttato online il 23 settembre 2016 con la pubblicazione del primo episodio sui servizi on demand HBO Now e HBO Go. Successivamente è stata trasmessa sul canale statunitense HBO dal 9 ottobre al 27 novembre 2016.
In Italia, la stagione è andata in onda sul canale satellitare Sky Atlantic dal 15 maggio 2017.
| nº | Titolo originale | Prima TV USA     | Prima TV Italia |
| -- | ---------------- | ---------------- | --------------- |
| 1  | Insecure as Fuck | 9 ottobre 2016   | 15 maggio 2017  |
| 2  | Messy as Fuck    | 16 ottobre 2016  | 15 maggio 2017  |
| 3  | Racist as Fuck   | 23 ottobre 2016  | 22 maggio 2017  |
| 4  | Thirsty as Fuck  | 30 ottobre 2016  | 22 maggio 2017  |
| 5  | Shady as Fuck    | 6 novembre 2016  | 29 maggio 2017  |
| 6  | Guilty as Fuck   | 13 novembre 2016 | 29 maggio 2017  |
| 7  | Real as Fuck     | 20 novembre 2016 | 5 giugno 2017   |
| 8  | Broken as Fuck   | 27 novembre 2016 | 5 giugno 2017   |